# Desmozosteria cincta
Desmozosteria cincta är en kackerlacksart som beskrevs av Robert Walter Campbell Shelford 1909. Desmozosteria cincta ingår i släktet Desmozosteria och familjen storkackerlackor. Inga underarter finns listade i Catalogue of Life.